# Mesa
Mesa é uma peça de mobiliário feita a partir de diversos materiais (madeira, plástico, pedra, vidro, etc.) que se constitui de um tampo repousado sob suportes ou pés. A mesa pode ter diversos usos, sendo alguns deles: comer, apoiar, escrever, trabalhar, entre outros. Sendo assim, ela passa a ter nomes específicos de acordo com a função exercida, podem ser mesas de jantar, mesas de centro, mesas de cozinha, mesas de jardim, mesas de reunião, mesas de bar, mesas de cabeceira, mesas de jogo.
Quanto a seu formato, a mesa pode ser: retangular, oval, quadrada, multifacetada, redonda e até de formato orgânico, pois a utilização e a conversão às variadas situações faz com que a mesa assuma diversas formas.

## Etimologia
A palavra mesa tem origem no latim, latim mēnsa.

## Histórico

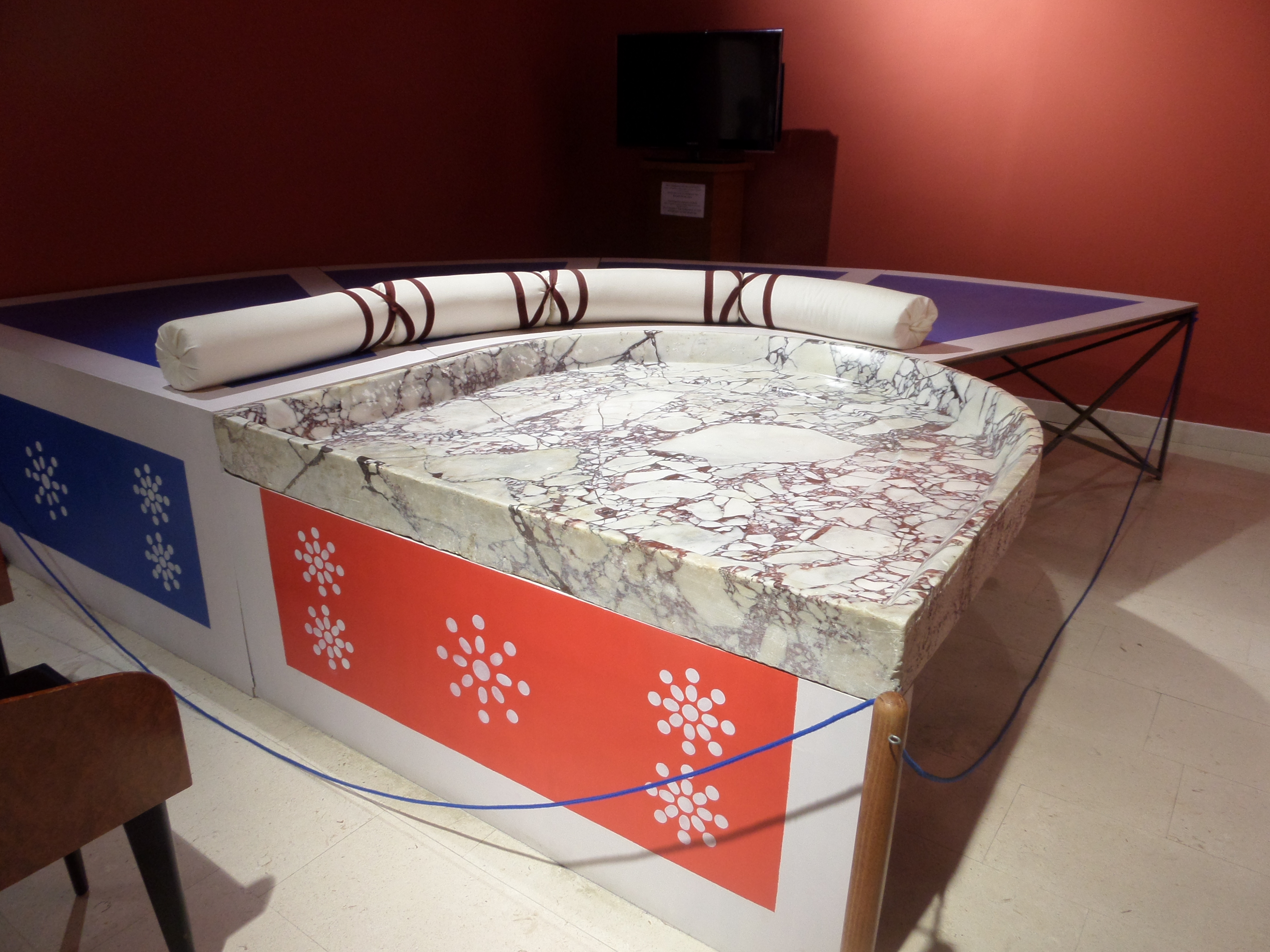
Mesa de jantar romana "mensa lunata".

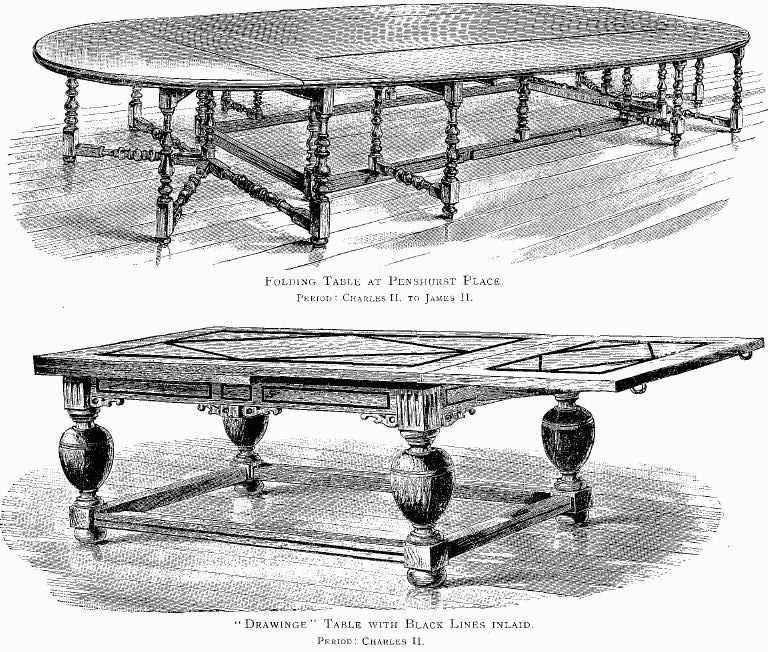
Mesas dobráveis inglesas do século XVIII.

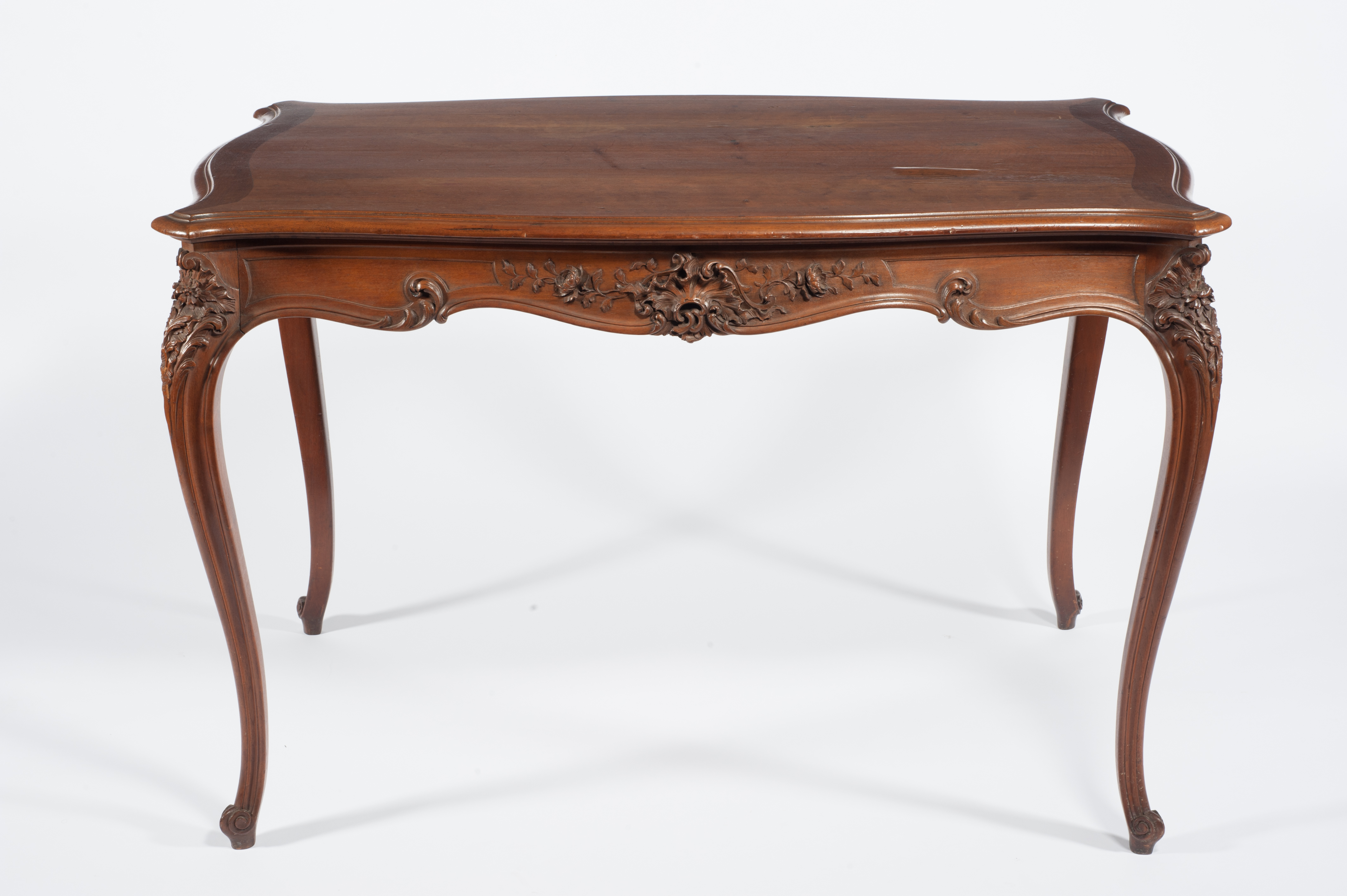
Uma mesa de madeira, parte do acervo do Museu Paulista.

### Antiguidade
Descobriu-se que mesas foram usadas pelos antigos egípcios por volta de 2500 a.C, eram feitas madeira e alabastro. Muitas vezes eram pouco mais do que plataformas de pedra usadas para manter os objetos fora do chão, embora alguns exemplos de mesas de madeira tenham sido encontrados em tumbas. Alimentos e bebidas eram geralmente colocados em pratos grandes colocados em um pedestal para serem comidos. Os egípcios faziam uso de várias mesinhas e tabuleiros elevados.
Os chineses também criaram mesas para realizar a escrita e a pintura. Os povos da Mesopotâmia também possuiam mesas adornadas com vários metais.
Os gregos e romanos faziam uso mais frequente de mesas, principalmente para comer, embora as mesas gregas fossem empurradas para baixo da cama após o uso. Os gregos inventaram um móvel muito parecido com o gueridom. As mesas eram feitas de mármore ou madeira e metal (geralmente ligas de bronze ou prata), às vezes com pernas ricamente ornamentadas. Mais tarde, as mesas retangulares maiores foram feitas de plataformas e pés separados. Os romanos também introduziram uma grande mesa semicircular na Itália, a "mensa lunata".

### Idade Média
Os móveis durante a Idade Média não são tão conhecidos quanto os de períodos anteriores ou posteriores, e a maioria das fontes mostra os tipos usados pela nobreza. No Império Bizantino, as mesas eram feitas de metal ou madeira, geralmente com quatro pés e frequentemente ligadas por tábuas em "X". As mesas para comer eram grandes e geralmente redondas ou semicirculares. Uma combinação de uma pequena mesa redonda e um púlpito era usada popularmente como escrivaninha. Na Europa Ocidental, as invasões e guerras fizeram com que a maior parte do conhecimento herdado da era clássica se perdesse. Em razão das fugas dos conflitos, a maioria das mesas eram simples e "portáteis", embora pequenas mesas redondas feitas de marcenaria tenham reaparecido durante o século XV em diante.O baú também era frequentemente usado como mesa.

### Idade Moderna e Contemporânea
No século XVIII, surgiram mesas com grandes dimensões, elas eram longas e largas e foram usadas para servir banquetes em um grande salão de um castelo.
No século XIX, os móveis, anteriormente recostados nas paredes, começaram a ser colocados na parte central dos ambientes, que era vazia. A utilização das mesas, assim, teve uma modificação. A forma tradicional passou a ser substituída, levando a uma maior diversidade de formas e materiais, caminhando junto à descoberta de novas tecnologias.
Somente nos primeiros anos do século XX encontra-se um desenvolvimento da mesa como elemento decorativo aplicado ao design. Frank Lloyd Wright com a mesa Husser, Charles Mackintosh com a mesa Berlino, Marcel Breuer com a série B10, e Le Corbusier com a mesa LC 6, são apenas alguns exemplos.

## Forma, altura e função

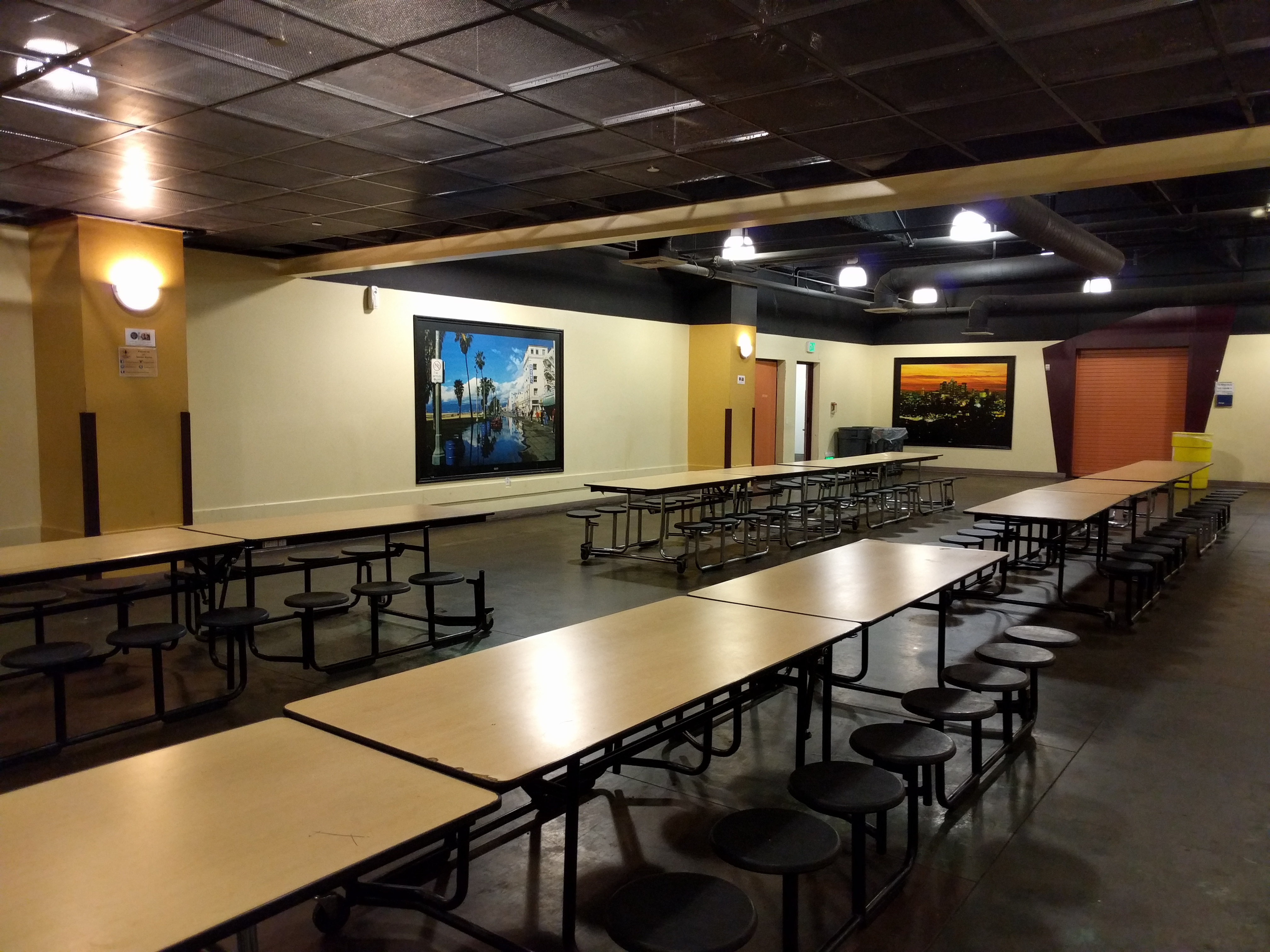
Mesas em uma cantina.

As mesas vem em uma ampla variedade de materiais, formas e alturas, dependendo de sua origem, estilo, uso pretendido e custo. Muitas mesas são feitas de madeira ou produtos à base de madeira; algumas são feitos de outros materiais, incluindo metal e vidro. A maioria das mesas é composta por uma superfície plana e um ou mais suportes (pernas). Uma mesa com um único pé central é uma mesa de pedestal. As mesas longas costumam ter pernas extras para suporte.
Os tampos das mesas podem ter praticamente qualquer formato, embora os tampos retangulares, quadrados, redondos (por exemplo, a mesa redonda) e ovais sejam os mais frequentes. Outros têm superfícies mais altas para uso pessoal, estando seu usuário em pé ou sentado em um banquinho alto.
Muitas mesas tem tampos que podem ser ajustados para alterar sua altura, posição, forma ou tamanho, seja com peças dobráveis, deslizantes ou de extensão que podem alterar o formato do tampo. Algumas mesas são totalmente dobráveis para facilitar o transporte, por exemplo, em camping ou armazenamento, como bandejas para assistir televisão. Pequenas mesas em trens e aeronaves podem ser fixas ou dobráveis, embora às vezes sejam consideradas simplesmente prateleiras convenientes em vez de mesas.
As mesas podem ser independentes ou projetadas para serem colocadas contra uma parede. Mesas destinadas a ser colocado contra uma parede são conhecidas como mesas Pier ou consolas (do francês consola, "consola de suporte") e podem ser suporte montado (tradicionalmente), como uma prateleira , ou com pernas, o que, por vezes, imita a aparência de uma mesa montada em um suporte.

## Tipos

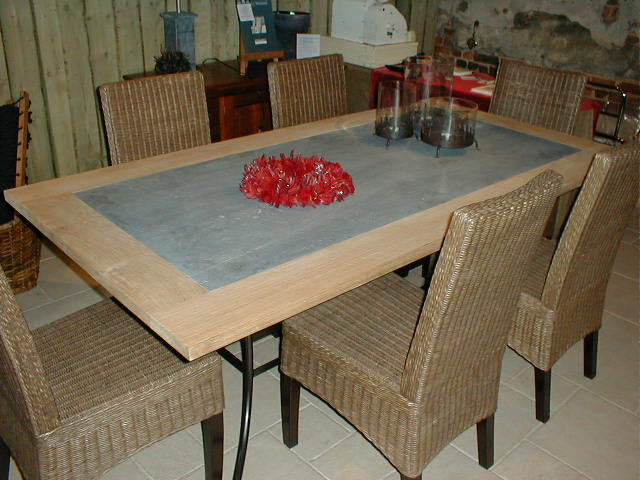
Mesa de jantar com cadeiras.

Mesas de várias formas, alturas e tamanhos são projetadas para usos específicos:
- As mesas de sala de jantar são projetadas para serem usadas em jantares formais.[11]
- Mesas de cabeceira, mesinhas de cabeceira ou criado mudo são pequenas mesas usadas em um quarto. São frequentemente usados para a colocação conveniente de uma pequena lâmpada, despertador, óculos ou outros itens pessoais.[12]
- As mesas rebatíveis têm uma seção fixa no meio e uma seção articulada (folha) em cada lado que pode ser dobrada para baixo.
- As mesas Gateleg têm uma ou duas folhas articuladas suportadas por pernas articuladas.
- Mesas de centro são mesas baixas projetadas para uso em uma sala de estar, na frente de um sofá, para a colocação conveniente de bebidas, livros ou outros itens pessoais.[11]
- As mesas de refeitório são longas mesas projetadas para acomodar muitas pessoas nas refeições.
- As mesas de desenho geralmente tem um topo que pode ser inclinado para fazer um desenho grande ou técnico. Eles também podem ter uma régua ou elemento similar integrado.
- As mesas de trabalho são mesas robustas, geralmente elevadas para uso com um banquinho alto ou em pé, que são usadas para montagem, reparos ou outro trabalho manual de precisão.
- As mesas aninhadas são um conjunto de pequenas tabelas de tamanho graduado que podem ser empilhadas juntas, cada uma cabendo na imediatamente maior. Eles são para uso ocasional, como um piquenique, daí o design empilhável.[12]

## Tipos especializados

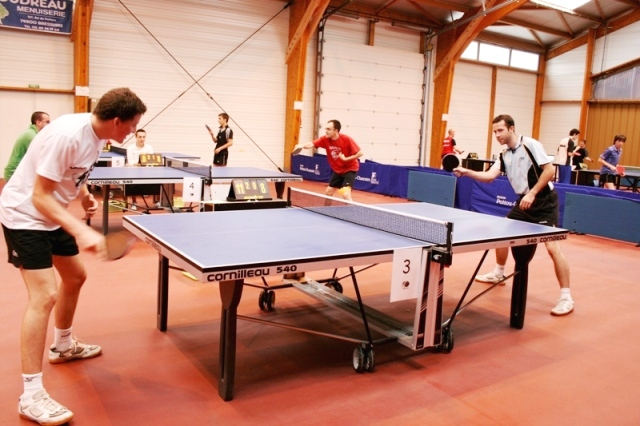
Pessoas jogando tênis de mesa.

Historicamente, vários tipos de mesas são populares para outros usos:
- As mesas de banheiro eram muito populares nos séculos XVIII e XIX como castiçais, mesas de chá ou pequenas mesas de jantar, embora fossem originalmente feitas para o popular jogo de cartas chamado loo ou lanterloo.[13] Seus topos geralmente redondos ou ovais tem um mecanismo de inclinação, que permite que sejam armazenados fora do caminho (por exemplo, nos cantos de salas) quando não estiverem em uso. Outro desenvolvimento nessa direção foi a mesa gaiola, cujo topo podia girar e inclinar.
- Mesas pembroke foram introduzidos pela primeira vez durante o século XVIII e foram populares ao longo do século XIX. Sua principal característica era um topo retangular ou oval com folhas dobráveis ou caídas de cada lado. A maioria dos exemplos tem uma ou mais gavetas e quatro pernas às vezes conectadas por macas. Seu design significava que eles podiam ser facilmente armazenados ou movidos e convenientemente abertos para servir chá, jantar, escrever ou outros usos ocasionais.[14]
- As mesas dos sofás são semelhantes às mesas pembroke e geralmente tem tampos mais longos e estreitos. Eles foram projetados especificamente para serem colocados diretamente em frente a sofás para servir chá, escrever, jantar ou outros usos convenientes. De um modo geral, uma mesa de sofá é uma mesa alta e estreita usada atrás de um sofá para segurar lâmpadas ou objetos decorativos.[13][14]
- As mesas de costura eram pequenas mesas projetadas para conter materiais e implementos de costura, proporcionando um local de trabalho conveniente para as mulheres que costuravam. Eles apareceram durante o século XVIII e foram populares ao longo do século XIX. A maioria dos exemplos tem tampos retangulares, às vezes com folhas dobráveis e geralmente uma ou mais gavetas com divisórias. Os primeiros exemplos normalmente tem quatro pernas, geralmente apoiados em rodízios, enquanto os exemplos posteriores às vezes tem colunas viradas ou outras formas de suporte.[15][16]
- As mesas de bateria são mesas redondas introduzidas para escrever, com gavetas ao redor da plataforma.
- Mesas finais são pequenas mesas normalmente colocadas ao lado de sofás ou poltronas. Frequentemente, os abajures são colocadas em uma mesa final.
- As mesas sobrepostas são mesas retangulares estreitas cujo tampo é projetado para uso acima da cama, especialmente para pacientes hospitalares.[17]
- As mesas de bilhar são mesas delimitadas nas quais são jogados jogos do tipo bilhar. Todos fornecem uma superfície plana, geralmente composta de ardósia e coberta com tecido, elevada acima do solo.[18]
- As mesas de xadrez são um tipo de mesa de jogos que integra um tabuleiro de xadrez.[19]
- As mesas de tênis de mesa são geralmente de masonita ou madeira semelhante, com uma camada lisa de baixo atrito. Elas são divididas em duas metades por uma rede baixa, que separa os jogadores adversários.[20]
- As mesas de pôquer ou cartas são usadas para jogar pôquer ou outros jogos de cartas.[21]